# Ait Bourzouine
Ait Bourzouine (franska: Ait Bourzouine (CR), Ait Bourzouine (Commune Rurale), arabiska: لقصير) är en kommun i Marocko.   Den ligger i provinsen El Hajeb och regionen Fès-Meknès, i den nordöstra delen av landet, 130 km öster om huvudstaden Rabat. Antalet invånare är 8 635.